# NASCAR Winston Cup 1996
De NASCAR Winston Cup 1996 was het 48e seizoen van het belangrijkste NASCAR kampioenschap dat in de Verenigde Staten gehouden wordt. Het seizoen startte op 18 februari met de Daytona 500 en eindigde op 10 november met de NAPA 500. Terry Labonte won de titel voor de tweede keer in zijn carrière. De trofee rookie of the year werd gewonnen door Johnny Benson.

## Races
Top drie resultaten, exhibitie- en kwalificatiewedstrijden staan niet vermeld.
| '  | Datum  | Race                        | Circuit                         | Winnaar         | Tweede         | Derde                |
| 1  | 18-feb | Daytona 500                 | Daytona International Speedway  | Dale Jarrett    | Dale Earnhardt | Ken Schrader         |
| 2  | 25-feb | GM Goodwrench Service 400   | North Carolina Speedway         | Dale Earnhardt  | Dale Jarrett   | Ricky Craven         |
| 3  | 3-mrt  | Pontiac Excitement 400      | Richmond International Raceway  | Jeff Gordon     | Dale Jarrett   | Ted Musgrave         |
| 4  | 10-mrt | Purolator 500               | Atlanta Motor Speedway          | Dale Earnhardt  | Terry Labonte  | Jeff Gordon          |
| 5  | 24-mrt | TranSouth Financial 400     | Darlington Raceway              | Jeff Gordon     | Bobby Labonte  | Ricky Craven         |
| 6  | 31-mrt | Food City 500               | Bristol Motor Speedway          | Jeff Gordon     | Terry Labonte  | Mark Martin          |
| 7  | 14-apr | First Union 400             | North Wilkesboro Speedway       | Terry Labonte   | Jeff Gordon    | Dale Earnhardt       |
| 8  | 21-apr | Goody's Headache Powder 500 | Martinsville Speedway           | Rusty Wallace   | Ernie Irvan    | Jeff Gordon          |
| 9  | 28-apr | Winston Select 500          | Talladega Superspeedway         | Sterling Marlin | Dale Jarrett   | Dale Earnhardt       |
| 10 | 5-mei  | Save Mart Supermarkets 300  | Infineon Raceway                | Rusty Wallace   | Mark Martin    | Wally Dallenbach Jr. |
| 11 | 26-mei | Coca-Cola 600               | Charlotte Motor Speedway        | Dale Jarrett    | Dale Earnhardt | Terry Labonte        |
| 12 | 2-jun  | Miller 500                  | Dover International Speedway    | Jeff Gordon     | Terry Labonte  | Dale Earnhardt       |
| 13 | 16-jun | UAW-GM Teamwork 500         | Pocono Raceway                  | Jeff Gordon     | Ricky Rudd     | Geoff Bodine         |
| 14 | 23-jun | Miller 400                  | Michigan International Speedway | Rusty Wallace   | Terry Labonte  | Sterling Marlin      |
| 15 | 6-jul  | Pepsi 400                   | Daytona International Speedway  | Sterling Marlin | Terry Labonte  | Jeff Gordon          |
| 16 | 14-jul | Jiffy Lube 300              | New Hampshire Motor Speedway    | Ernie Irvan     | Dale Jarrett   | Ricky Rudd           |
| 17 | 21-jul | Miller 500                  | Pocono Raceway                  | Rusty Wallace   | Ricky Rudd     | Dale Jarrett         |
| 18 | 28-jul | DieHard 500                 | Talladega Superspeedway         | Jeff Gordon     | Dale Jarrett   | Mark Martin          |
| 19 | 3-aug  | Brickyard 400               | Indianapolis Motor Speedway     | Dale Jarrett    | Ernie Irvan    | Terry Labonte        |
| 20 | 11-aug | The Bud At The Glen         | Watkins Glen International      | Geoff Bodine    | Terry Labonte  | Mark Martin          |
| 21 | 18-aug | GM Goodwrench Dealer 400    | Michigan International Speedway | Dale Jarrett    | Mark Martin    | Terry Labonte        |
| 22 | 24-aug | Goody's Headache Powder 500 | Bristol Motor Speedway          | Rusty Wallace   | Jeff Gordon    | Mark Martin          |
| 23 | 1-sep  | Mountain Dew Southern 500   | Darlington Raceway              | Jeff Gordon     | Hut Stricklin  | Mark Martin          |
| 24 | 7-sep  | Miller 400                  | Richmond International Raceway  | Ernie Irvan     | Jeff Gordon    | Jeff Burton          |
| 25 | 15-jul | MBNA 500                    | Dover International Speedway    | Jeff Gordon     | Rusty Wallace  | Dale Jarrett         |
| 26 | 22-sep | Hanes 500                   | Martinsville Speedway           | Jeff Gordon     | Terry Labonte  | Bobby Hamilton       |
| 27 | 29-sep | Tyson Holly Farms 400       | North Wilkesboro Speedway       | Jeff Gordon     | Dale Earnhardt | Dale Jarrett         |
| 28 | 6-okt  | UAW-GM Quality 500          | Charlotte Motor Speedway        | Terry Labonte   | Mark Martin    | Dale Jarrett         |
| 29 | 20-jul | AC Delco 400                | North Carolina Speedway         | Ricky Rudd      | Dale Jarrett   | Terry Labonte        |
| 30 | 27-okt | Dura Lube 500               | Phoenix International Raceway   | Bobby Hamilton  | Mark Martin    | Terry Labonte        |
| 31 | 10-nov | NAPA 500                    | Atlanta Motor Speedway          | Bobby Labonte   | Dale Jarrett   | Jeff Gordon          |

## Eindstand - Top 10
| 1  | Terry Labonte   | 4657 |
| 2  | Jeff Gordon     | 4620 |
| 3  | Dale Jarrett    | 4568 |
| 4  | Dale Earnhardt  | 4327 |
| 5  | Mark Martin     | 4278 |
| 6  | Ricky Rudd      | 3845 |
| 7  | Rusty Wallace   | 3717 |
| 8  | Sterling Marlin | 3682 |
| 9  | Bobby Hamilton  | 3639 |
| 10 | Ernie Irvan     | 3632 |